# 斉藤博
斉藤 博（さいとう ひろし、1934年 - 2025年）は、日本の法学者。専門は知的財産法。学位は、法学博士（京都大学）。新潟大学名誉教授。弁護士。

## 学歴
- 1965年 京都大学大学院法学研究科修士課程修了
- 1966年 京都大学大学院法学研究科博士課程退学

## 社会活動歴
- 1975年 文化庁 著作権審議会 専門委員（-1977年）
- 1981年 比較法研究センター 理事（-2011年）
- 1985年 文部省 著作権審議会 委員（-1993年）
- 1986年 ソフトウェア情報センター 理事（-2011年）
- 1993年 著作権情報センター 国際委員会 委員,私的録音補償金管理協会 理事（-現在）
- 1995年 文部省 著作権審議会 委員（-2002年）
- 1996年 著作権情報センター附属研究所 運営委員,著作権法学会 会長（-2006年）
- 1997年 国際著作権法学会 日本支部（ALAI JAPAN） 会長（-現在）
- 1998年 知的財産研究所 評議員（-2011年）
- 2002年 文部科学省 文化審議会 著作権分科会 委員,内閣府 総合科学技術会議 知的財産戦略専門調査会 専門委員（-2004年）
- 2003年 文部科学省 文化審議会 委員（-2005年）,文部科学省 文化審議会 著作権分科会 会長（-2005年）,日本私立大学連盟 知的財産検討委員会 委員長（-2007年）,デジタルコンテンツ協会 評議員（-2011年）,国際著作権法学会（ALAI） 本部 副会長
- 2008年 ネットワーク流通と著作権制度協議会 会長（-現在）

## 職歴
- 1958年 日本グラモフォン（-1963年）
- 1966年 新潟大学人文学部法学科講師（-1968年）
- 1968年 新潟大学人文学部法学科助教授（-1976年）
- 1976年 新潟大学人文学部教授
- 1977年 新潟大学法文学部教授（人文学部からの改称による変更。）
- 1980年 新潟大学法学部教授（法文学部の分離改組による変更。-1990年）
- 1986年 新潟大学法学部長（-1990年）、新潟大学大学院法学研究科長（-1990年）
- 1990年 筑波大学社会科学系教授（-1998年）
- 1994年 筑波大学大学院経営・政策科学研究科副研究科長（-1996年）
- 1998年 専修大学法学部教授（-2004年）
- 2000年 新潟大学名誉教授
- 2001年 放送大学客員教授（-2006年）
- 2004年 専修大学大学院法務研究科教授（-2008年）
- 2008年 虎ノ門総合法律事務所

## 著作
- 『人格権法の研究』 （一粒社、1979年）
- 『人格権法の発展』（弘文堂、2021年）

## 栄典
- 2013年11月 瑞宝中綬章受章[1]